# Famagustabukten
Famagustabukten (grekiska: Κόλπος της Αμμόχωστου; turkiska: Mağusa Körfezi) är en bukt i Cypern, till största delen inom Nordcypern. Den ligger i Famagustadistriktet, på den östra delen av ön, 60 km öster om Cyperns huvudstad Nicosia. Vid bukten ligger hamnstaden Famagusta, som har öns djupaste hamn.